# Excorallana mexicana
Excorallana mexicana là một loài chân đều trong họ Corallanidae. Loài này được Richardson miêu tả khoa học năm 1905.